# Municipio de Prairie (condado de Franklin, Misuri)
El municipio de Prairie (en inglés: Prairie Township) es un municipio ubicado en el condado de Franklin en el estado estadounidense de Misuri. En el año 2010 tenía una población de 4034 habitantes y una densidad poblacional de 18,13 personas por km².

## Geografía
El municipio de Prairie se encuentra ubicado en las coordenadas 38°16′11″N 90°51′45″O / 38.26972, -90.86250. Según la Oficina del Censo de los Estados Unidos, el municipio tiene una superficie total de 222.52 km², de la cual 222.12 km² corresponden a tierra firme y (0.18%) 0.4 km² es agua.

## Demografía
Según el censo de 2010, había 4034 personas residiendo en el municipio de Prairie. La densidad de población era de 18,13 hab./km². De los 4034 habitantes, el municipio de Prairie estaba compuesto por el 97.87% blancos, el 0.55% eran afroamericanos, el 0.3% eran amerindios, el 0.22% eran asiáticos, el 0.12% eran isleños del Pacífico, el 0.07% eran de otras razas y el 0.87% pertenecían a dos o más razas. Del total de la población el 0.77% eran hispanos o latinos de cualquier raza.